# Señores Papis (série télévisée, 2016)
Señores Papis est une telenovela chilienne diffusé sur Mega.

## Acteurs et personnages
- Francisco Melo : Fernando Pereira
- Jorge Zabaleta : Ignacio Moreno
- Simón Pesutic : Julián Álvarez
- Francisca Imboden : Maricarmen Riveros Larrondo
- María Gracia Omegna : Ema Díaz
- Francisca Walker : Valentina Salamanca Fernández
- Maricarmen Arrigorriaga : María Teresa Velasco Tagle
- Hernán Lacalle : Alberto Echeñique
- Katyna Huberman : Paula Rosende
- Diego Muñoz : Gustavo Olavarría
- Constanza Mackenna : Antonia Fernández
- Rodrigo Muñoz : "Sotito"
- Antonia Giesen : Veronica "Coca" Echenique Velasco
- Ignacio Massa : Vicente "Vicho" Zuñiga
- Paula Luchsinger : Ignacia Pereira Riveros
- Diego Guerrero : Yonathan "Yoni" Moreno Urrutia
- Hellen Mrugalski : Sofía Pereira Riveros
- Beltrán Izquierdo : Lucas Álvarez Echeñique

## Diffusion internationale
- Mega

## Versions
- Señores Papis (Telefe, 2014).